# Agne Adler
Agne Bertil Adler, född 28 augusti 1928 i Trelleborg, död där 26 februari 2020, var en svensk byggnadsingenjör och arkitekt.
Adler, som var son till gördelmakare Oscar Larsson och Anna Adler, avlade ingenjörsexamen vid Hässleholms tekniska skola 1949. Han var ingenjör på olika arkitektkontor 1950–1957, på stadsarkitektkontoret i Trelleborgs stad 1957–1963 samt konsulterande byggnadsingenjör och arkitekt från 1964. Han var avdelningsordförande i Sveriges kommunaltjänstemannaförbund 1959–1963 och styrelseledamot i Trelleborgs orkesterförening från 1957.